# Motorizirane enote
Motorizirane enote so vojaške pehotne enote, ki so izurjene za pehotno bojevanje in so opremljene s transportnimi vozili ali z lahkimi oklepnimi transporterji za hitrejše premikanje do bojišča in na njem.